# Matt Chessé
Matthew Burke Chessé (* 27. Oktober 1965 in San Francisco, Kalifornien) ist ein US-amerikanischer Filmeditor.

## Leben
Matthew Burke Chessé wuchs in einer Familie voller Maler, Puppenspieler und Theaterschauspieler in der San Francisco Bay Area auf. Ursprünglich wollte er Schriftsteller werden, weswegen er sein Studium an der San Francisco State University in Englischer Literatur und Schauspielerei abschloss. Da er bereits während seiner Collegezeit parallel beim Film arbeitete, erhielt er anschließend eine Einladung von Peter Kagan, um für ihn bei Stiefel and Co. Industrie- und Werbefilme zu schneiden. Dadurch lernte er die Editorin Lauren Zuckerman kennen, für die er spätere arbeitete, bevor er den deutsch-schweizerischen Regisseur Marc Forster kennenlernte und erstmals 2000 dessen Drama Everything Put Together eigenverantwortlich einen Filmschnitt leitete. Bereits mit dem dritten gemeinsamen Film, der Literaturverfilmung Wenn Träume fliegen lernen, erhielt Chessé 2005 eine Oscarnominierung für den Besten Schnitt. Anschließend schnitt er mit Stay, Schräger als Fiktion und Drachenläufer und James Bond 007: Ein Quantum Trost, Machine Gun Preacher sowie World War Z sechs weitere Filme für Forster. 2018 folgte mit Christopher Robin eine weitere Zusammenarbeit, der 2022 Ein Mann namens Otto nachfolgte.
2018 wurde er in die Academy of Motion Picture Arts and Sciences berufen, die jährlich die Oscars vergibt.

## Filmografie (Auswahl)
- 1997: Bongwater (Schnittassistenz)
- 2000: Everything Put Together
- 2001: Monster’s Ball
- 2004: Wenn Träume fliegen lernen (Finding Neverland)
- 2005: Ellie Parker
- 2005: Stay
- 2006: Schräger als Fiktion (Stranger than Fiction)
- 2007: Drachenläufer (The Kite Runner)
- 2008: James Bond 007: Ein Quantum Trost (Quantum of Solace)
- 2011: Machine Gun Preacher
- 2011: Warrior
- 2013: World War Z
- 2014: The Best of Me – Mein Weg zu dir (The Best of Me)
- 2016: Money Monster
- 2018: Christopher Robin
- 2021: Music
- 2021: Sweet Girl
- 2022: Ein Mann namens Otto (A Man Called Otto)
- 2023: White Bird (White Bird: A Wonder Story)

## Auszeichnung (Auswahl)
Oscar
- 2005: Nominierung für den Besten Schnitt mit Wenn Träume fliegen lernen

Satellite Awards
- 2008: Nominierung für den Besten Schnitt mit James Bond 007: Ein Quantum Trost
- 2011: Nominierung für den Besten Schnitt mit Warrior